# Simone Tiersonnier
Simone Marie Thérèse Augusta Tiersonnier, née à Salins-les-Bains (Jura) le 8 novembre 1910 et morte dans la même ville le 21 juillet 1999, est une artiste peintre portugaise d'origine française (elle devint portugaise par son premier mariage avec João Maia de Loureiro avec qui, sous le nom de Simone Tiersonnier de Loureiro, elle vécut au Portugal et aux États-Unis, puis par son second mariage avec Alfred Civa avec qui elle vécut cinq années en Angola).

## Biographie

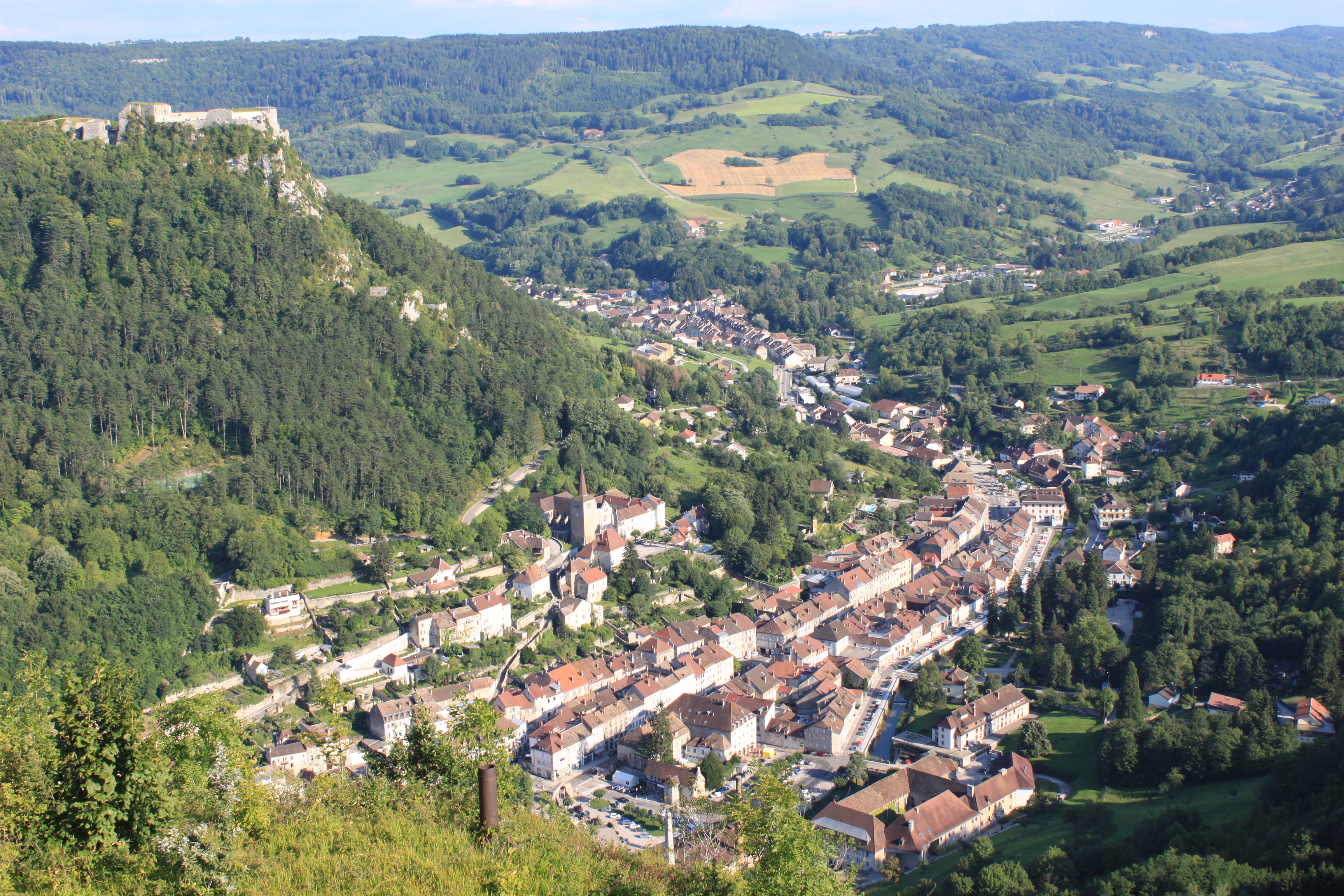
Salins-les-Bains

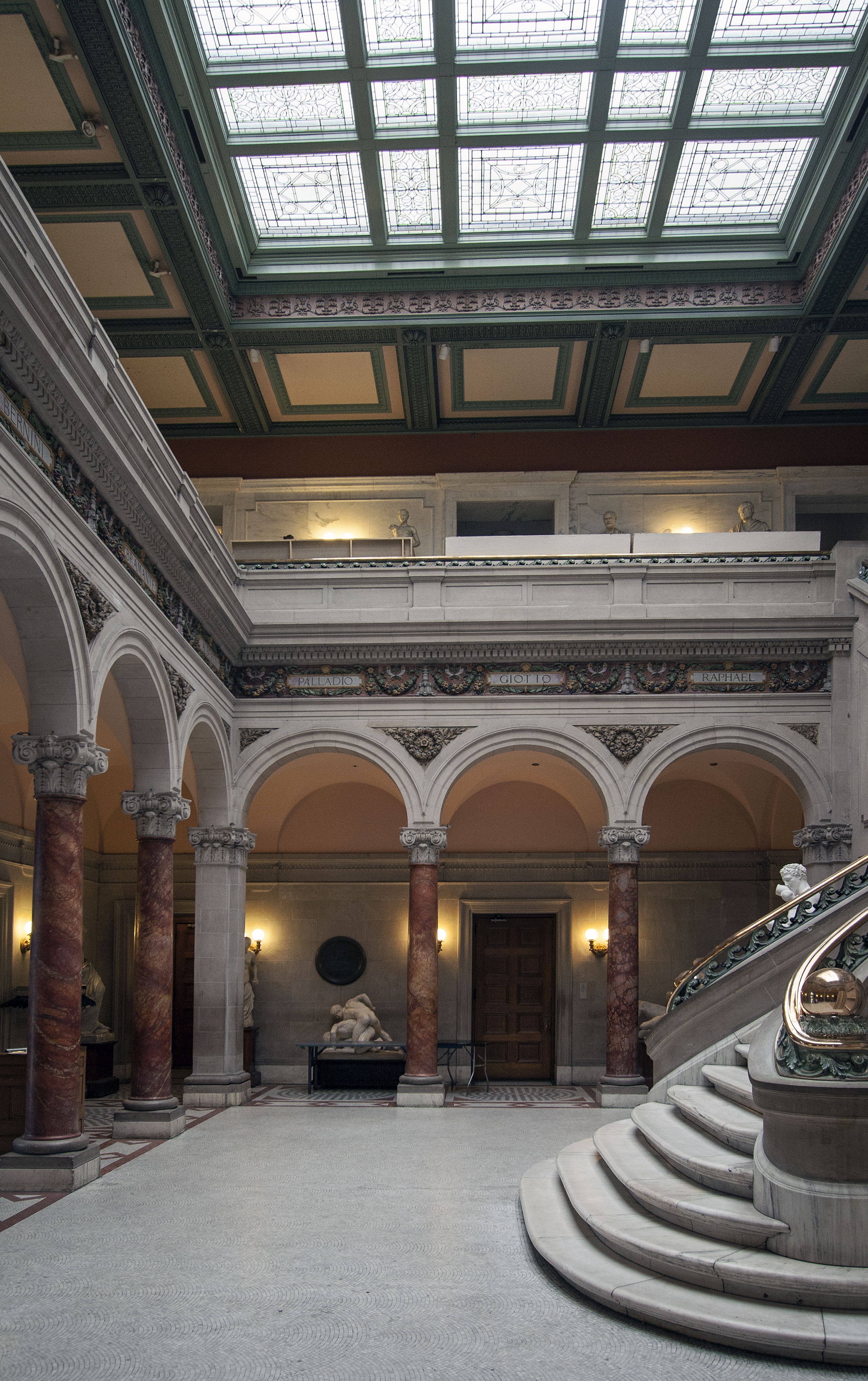
Baltimore, Maryland Institute College of Art.

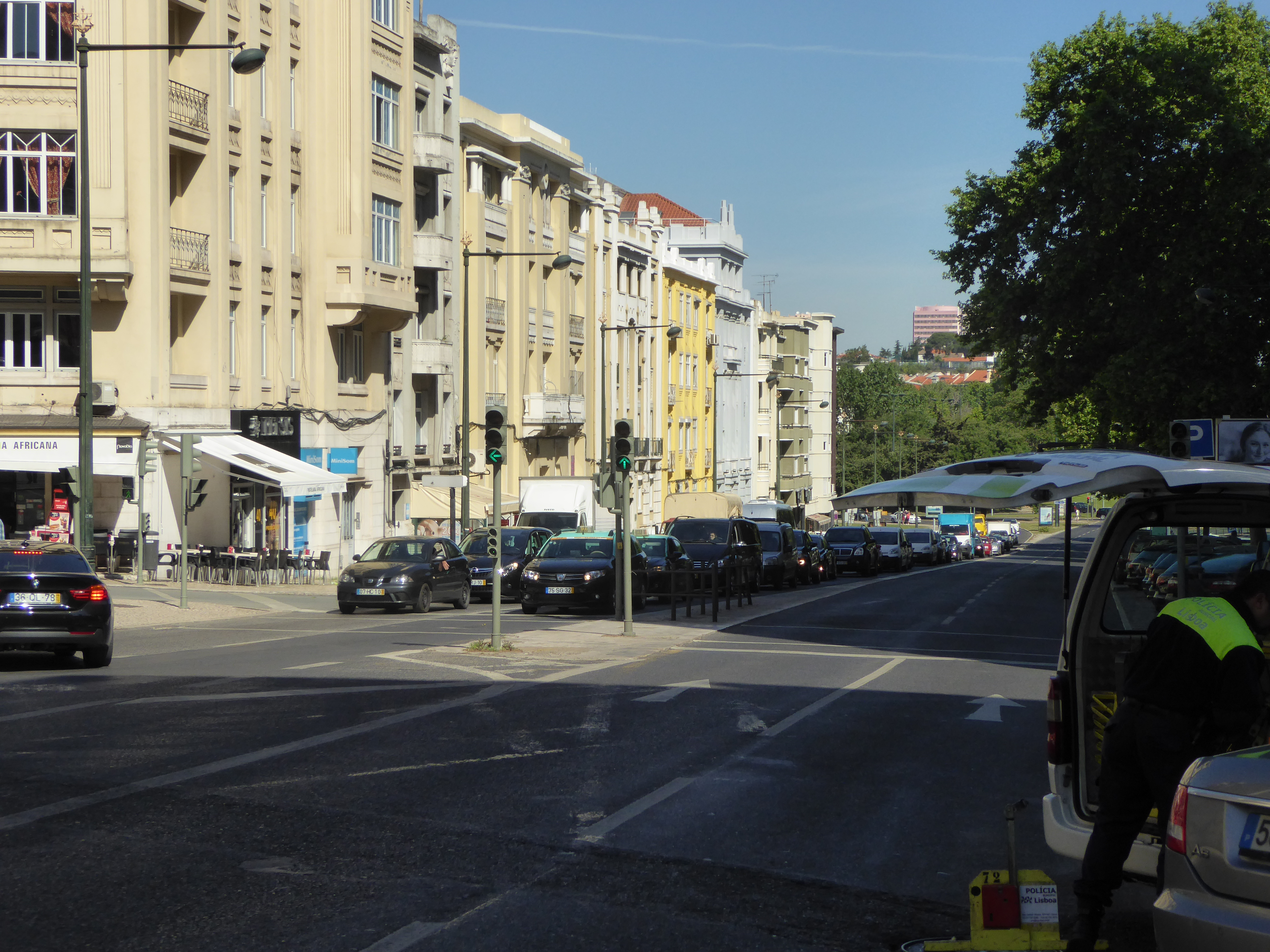
Lisbonne, l'avenue António Augusto de Aguiar.

Luanda dans les années 1960.

### Jeunesse française: 1910-1934
Aînée de cinq enfants, Simone Tiersonnier naît à Salins-les-Bains du mariage de Roger Tiersonnier (1870-1953) et Mathilde Roger de Villers (1884-1959).
Diplômée de l'École des beaux-arts de Besançon, elle continuera pourtant pendant encore plus de trente ans de fréquenter les écoles pour écouter les conseils de ses aînés. C'est ainsi son entrée à l'École nationale supérieure des beaux-arts qui l'amène à Paris où elle rencontre le médecin portugais João Maia de Loureiro (pt) (1901-1949), domicilié alors rue de l'École-de-Médecine, attaché à l'Institut de biologie physico-chimique et à l'Institut Pasteur, qu'elle épouse à Dole (Jura) le 2 juin 1934 pour s'en aller vivre à Lisbonne.

### Portugal, États-Unis, Angola: 1934-1965
Après sa participation à la 32e Exposition des beaux-arts de Lisbonne en 1935 — un rare paysage, Les Falaises de Praia da Adraga (pt), et surtout son Portrait de Mademoiselle L.L. y sont particulièrement remarqués —, elle accompagne son mari à Baltimore où elle fréquente en 1936 et 1937 les cours de peinture du Maryland Institute College of Art (en) et où elle participe par deux fois à l'exposition annuelle des artistes du Maryland, avant de revenir à Lisbonne où le couple vivra au 66, avenue António Augusto de Aguiar. Son fils, Miguel, naît en 1937.
Veuve en 1949, elle fait à Lisbonne la connaissance d'Alfred Civa avec qui elle se remarie en 1960 et qu'elle accompagne alors en Angola. Nadine Siegert cite le nom de Simone Tiersonnier de Loureiro parmi les principaux acteurs d'un réel foyer artistique et culturel à Luanda.

### Retour en France: 1965-1999
Simone Tiersonnier est de retour en France en 1965 pour s'installer à Vincennes, fréquentant les ateliers de Claude Schurr et de Pierre Jérôme à l'Académie Julian, écoutant les conseils du peintre et graveur Pierre Guastalla (1891-1968), exposant dans les galeries parisiennes et dans des salons de province à partir de 1966.
Restée attachée à Salins-les-Bains, elle revient au soir de sa vie se fixer dans sa ville natale, au 8 bis, rue Considérant. Elle meurt à Salins-les-Bains en juillet 1999 et y est inhumée.
Les portraits de femmes, portugaises et angolaises, constituent le thème majeur qui se dégage de son œuvre.

## Expositions

### Expositions personnelles
- S.N.I., Lisbonne, 1950.
- Galerie de Sèvres, Paris, 1966.
- Galerie Saint-Placide, Paris, 1968.
- Galerie 34, Paris, 1973.
- Galerie d'art Ror Volmar, 6, rue de Miromesnil, Paris, octobre-novembre 1982.
- Simone Tiersonnier - dessins, pastels, aquarelles, Galerie de la Chaumière, rue Notre-Dame-des-Champs, Paris, 1984.
- Galerie 93, Besançon, 1985.
- Chapelle des Annonciades de Pontarlier, 1985.
- Galerie Max Claudet, Salins-les-Bains, 1987.

### Expositions collectives

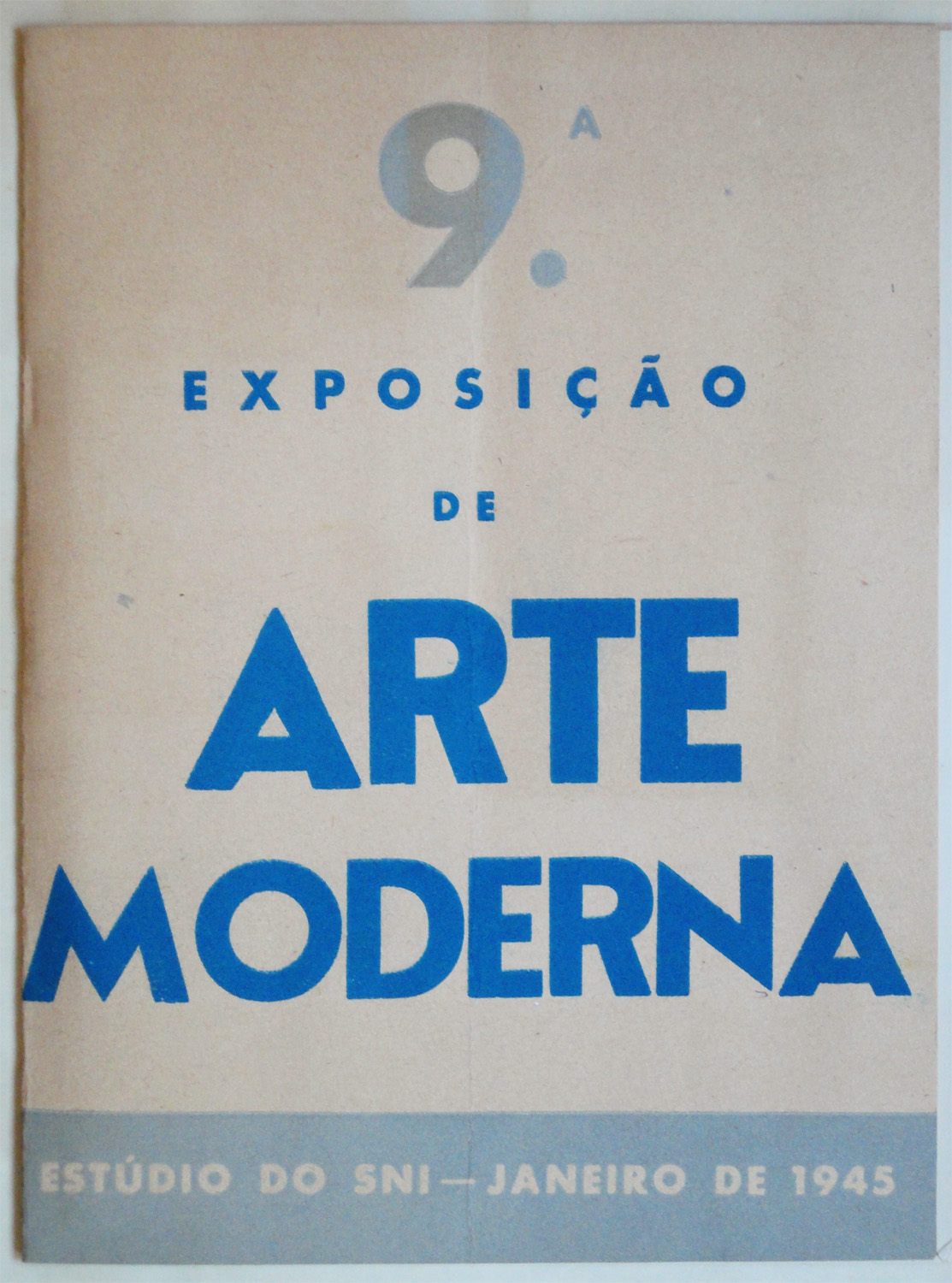
Catalogue de la 9e exposition d'art moderne du SNI (1945).

- 32e Exposition des beaux-arts, Lisbonne, 1935[4].
- Exhibition of Maryland artists, Baltimore, avril 1937 et mars-avril 1938[6].
- 9e Exposition d'art moderne du SNI (pt), Lisbonne, janvier 1945, Portrait d'Olga Valery[7].
- Biennale de Vichy, 1966.
- Festival de la Loire, 1966.
- Grand prix d'été de Nice, 1967.
- Salon de Vanves, 1969.
- Biennale de Bourges, 1971.
- Salon de Vincennes, 1977, 1978.
- Salon de Brecey, 1979.
- Salon des arts et métiers, hôtel de ville de Paris, 1980.
- Salon de Rosny-sous-Bois, 1981.
- Salon de la ville de Dijon, 1987.
- Salon de la ville de Tournus, 1988, 1991.
- Participations non datées : Salon des artistes français, Salon des indépendants, Salon de l'École française (sociétaire), Salon de la Société nationale des beaux-arts, Salon des femmes peintres et sculpteurs, Salon d'automne[9], Salon du dessin et de la peinture à l'eau, Salon Terres latines.

## Récompenses
- Médaille d'argent de la Ville de Paris, 1966.
- Prix du jury, Biennale de Vichy, 1966.
- Médaille d'or du festival de la Loire, 1966.
- Prix du nu, grand prix d'été de Nice, 1967.
- Médaille de la Ville de Soissons, 1971.
- Médaille d'or, Biennale de Bourges, 1971.
- Prix de l'affiche, Ville du Perreux, 1971.
- Médaille de la Ville de Vincennes, 1977.
- Prix du conseil général, Salon de Brecey, 1979.
- Troisième prix du Salon des arts et métiers, 1980.
- Médaille de la Ville de Tournus, 1991.
- Grand prix de la Ville de Lons-le-Saunier, 8e concours de l'Association des peintres et sculpteurs jurassiens, 1991.

## Collections publiques

### Allemagne
- État de Wurtemberg.

### France
- Besançon, Artothèque : Pénombre, huile sur toile, 65 × 54 cm.
- Puteaux, musée de la maison de Camille, artothèque : Repos, huile sur toile, 92 × 65 cm[10].
- Ville de Paris[Où ?].
- Salins-les-Bains, mairie.

### Portugal
- Alvalade (Lisbonne), Institut des archives nationales : Portrait du Docteur Garcia Pulido[11].